# Chiesa di San Giuseppe (Castel del Piano)
La chiesa di San Giuseppe si trova a Castel del Piano.
Di costruzione seicentesca, divenne nel 1870 sede della Confraternita di Misericordia.
La sobria facciata presenta un timpano triangolare ed un portale architravato che immette in un interno dominato dallo Sposalizio della Vergine firmato e datato 1664 da Francesco Nasini e posto sull'altare maggiore. Nella parete sinistra troviamo inoltre due dipinti (il Sogno di San Giuseppe e il Riposo durante la fuga in Egitto) attribuiti a Giuseppe Nicola Nasini con l'aiuto del figlio Apollonio, ed una tela con la Madonna col Bambino e i Santi Luca, Francesco e Lorenzo riferibile nella parte bassa a scuola senese degli inizi del XVII secolo.